# Romain Bardet
Romain Bardet (født 9. november 1990) er en fransk professionel cykelrytter, som cykler for det professionelle cykelhold Team Picnic-PostNL.
2015 var året, hvor Bardet fik sit store gennembrud. Det startede med en etapesejr på en bjergetape i Critérium du Dauphiné, som Bardet opnåede efter at have angrebet den førende gruppe på den næstsidste stigning. Han fik et minuts forspring på en teknisk nedkørsel, og kørte derefter alene op i mål i Pra Loup. I juli samme år vandt Bardet 18. etape i Tour de France, og vandt desuden den samlede Fighter-pris Le Prix de la combativité.
I 2016 fik Bardet en samlet andenplads i Tour de France, hvor han i øvrigt vandt 19. etape.

## Resultater
2010
4. etape, Ronde de l'Isard d'Ariège
6. plads samlet, Tour de l'Avenir
2011
2. plads samlet, 2. og 3. etape, Tour des Pays de Savoie
Pointtrøje og 5. etape, Tour de l'Avenir
2. plads, Liège-Bastogne-Liège U23
2012
5. plads samlet, Tyrkiet Rundt
2013
Samlet og pointtrøje, Tour de l'Ain
2014
La Drôme Classic
2015
5. etape, Critérium du Dauphiné
18. etape, Tour de France
2016
2. plads samlet, Critérium du Dauphiné
Tour de France:
2. plads samlet
19. etape
2017
12. etape, Tour de France
2019
Bjergtrøjen, Tour de France
2021
3. etape, Vuelta a Burgos
14. etape, Vuelta a España
2022
1. plads samlet, Tour of the Alps
2024
1. etape, Tour de France
Grand Tour tidslinje
| Grand Tour | 2013 | 2014 | 2015 | 2016 | 2017 |
| ---------- | ---- | ---- | ---- | ---- | ---- |
| Giro       | —    | —    | —    | —    | —    |
| Tour       | 15   | 6    | 9    | 2    |      |
| Vuelta     | —    | —    | —    | —    |      |

UD = Udgået; IG = Igangværende